# Glycocalyx

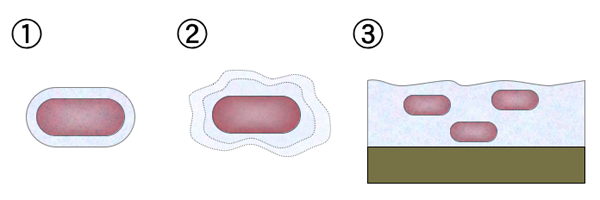
Extracellulaire bacteriële structuren: 1. Bacterieel kapsel 2. Glycocalyx (slijmlaag) 3. microbiële biofilm bestaande uit extracellulaire polymere stoffen (EPS)

De glycocalyx, kapsel en slijmlaag zijn een laag die aan de buitenkant van het celmembraan bij eukaryotische cellen zitten en aan de buitenkant van de celwand bij prokaryotische cellen. Ze bestaan uit polysachariden, die covalent aan de membraanproteïne (glycoproteïne) en membraanlipide (glycolipide) gebonden zijn. In tegenstelling tot de glycocalyx zijn het kapsel en de slijmlaag met de celwand vast verankerd.

## Betekenis
De glycocalyx, het kapsel en de slijmlaag bij eencellige organismen, zoals bacteriën dienen voor:
- bescherming tegen uitdroging (dehydratatie)
- bescherming tegen fagocytose
- aanhechting aan oppervlakken (tandplak) en als
- pathogeniteitsfactor.

Bij de meercellige organismen is de glycocalyx een belangrijk deel van het endotheel van de bloedvaatwand. De glycocalyx speelt ook een belangrijke rol bij de ontwikkeling van bloedvergiftiging.

## Samenstelling
De glycocalyx wordt met behulp van sacharose gemaakt. Bij de synthese zijn er twee mogelijkheden. Hiervan afhankelijk wordt de volgende indeling gemaakt: 
- Levaan: De basiseenheid bestaat uit een glucose-molecuul, waaraan fructose-moleculen worden vastgemaakt.

Glc-(Fru-β2,6-Fru)n
Voorbeelden: Bacillus, Pseudomonas, Streptococcus salivarius, Xanthomonas
- Dextraan: De basiseenheid bestaat uit een fructose-molecuul, waaraan glucose-moleculen worden vastgemaakt.

Fru-(Glc-α1,6-Glc)n
Voorbeelden: Leuconostoc, Streptococcus

## Biosynthese
Allereerst wordt door verbruik van UTP (uridinetrifosfaat) een uridine-difosfaat-suiker gevormd. Bij de hydrolyse van de fosfaatesters komt pyrofosfaat vrij, waardoor er genoeg energie aanwezig is voor de vorming van een glycosidische binding tussen de monosachariden. Het katalyserende enzym is het levaan- of het dextraan-sucrase.